# Dél-zalai homokvidék (Nagykanizsa)
Dél-zalai homokvidék (Nagykanizsa) este o arie protejată (arie specială de conservare — SAC, sit de importanță comunitară — SCI) din Ungaria întinsă pe o suprafață de 2.908,77 ha, integral pe uscat.

## Localizare
Centrul sitului Dél-zalai homokvidék (Nagykanizsa) este situat la coordonatele 46°26′20″N 16°56′12″E / 46.438889°N 16.936667°E.

## Înființare
Situl Dél-zalai homokvidék (Nagykanizsa) a fost declarat sit de importanță comunitară în mai 2004 pentru a proteja 10 specii de animale. Situl a fost protejat și ca arie specială de conservare în februarie 2010.

## Biodiversitate
Situată în ecoregiunea panonică, aria protejată conține 6 habitate naturale: Păduri aluvionare cu Alnus glutinosa și Fraxinus excelsior (Alno-Padion, Alnion incanae, Salicion albae), Pajiști cu Molinia pe soluri calcaroase, turboase sau argilos-nămoloase (Molinion caeruleae), Stepe panonice nisipoase, Pajiști aluvionare inundabile, de Cnidion dubii, Fânețe de joasă altitudine (Alopecurus pratensis, Sanguisorba officinalis), Păduri ilirice de stejar și carpen (Erythronio-Carpinion).
La baza desemnării sitului se află mai multe specii protejate:
- amfibieni (1): buhai de baltă cu burta roșie (Bombina bombina)
- mamifere (1): liliac comun (Myotis myotis)
- nevertebrate (8): croitorul mare al stejarului (Cerambyx cerdo), Cucujus cinnaberinus, fluturele de noapte (Eriogaster catax), Hypodryas maturna, rădașcă (Lucanus cervus), phengaris nausithous (Maculinea nausithous), Maculinea teleius, gândacul de apă (Rhysodes sulcatus)

Pe lângă speciile protejate, pe teritoriul sitului au mai fost identificate 20 de specii de plante, 4 specii de mamifere, 5 specii de nevertebrate.